# Marc Dorsey
Marc Dorsey é um cantor estadunidense de R&B, que apareceu pela primeira vez na indústria da música com o seu single, "People Make The World Go Round", em 1994. A trilha foi a canção de abertura do filme, Crooklyn por Spike Lee, e foi um remake da faixa por The Stylistics. A música alcançou o número 65 no Billboard R&B/Hip-Hop Songs.
Mais tarde, Dorsey apareceu na trilha sonora do filme Crooklyn com duas canções: "People in Search of a Life" e "Changes".
Antes de lançar seu primeiro álbum , Dorsey escreveu vários jingles para comerciais. Seu trabalho incluiu spots para a Coca-Cola, Oreos e The Army.

## Prêmios e indicações
| Ano  | Prêmio        | Nomeação                        | Categoria                   | Resultado |
| ---- | ------------- | ------------------------------- | --------------------------- | --------- |
| 2004 | Grammy Awards | "Luv U Better" (com: LL Cool J) | Best Rap/Sung Collaboration | Indicado  |